# Pulaeus krama
Pulaeus krama är en spindeldjursart som först beskrevs av Chaudhri, Abkar och Rasool 1979.  Pulaeus krama ingår i släktet Pulaeus och familjen Cunaxidae. Inga underarter finns listade i Catalogue of Life.